# Кристоф Рансмайр
Кристоф Рансмайр (на немски: Christoph Ransmayr) е австрийски белетрист и есеист, роден на 20 март 1954 г. във Велс, провинция Горна Австрия.

## Биография
Кристоф Рансмайр произлиза от семейството на първоначален учител. Завършва Бенедиктинската католическа гимназия в Ламбах, а от 1972 до 1978 г. следва философия и етнология във Виена. Работи като редактор и автор в различни списания. От 1982 г. е писател на свободна практика. Живее във Виена и Корк, Ирландия.
След публикуването на романа Последният свят Кристоф Рансмайр предприема продължителни пътувания из Азия, Северна и Южна Америка. В творбите си той разказва за начина си на живот като турист и смята незнанието, безсловесността и лекия багаж като предпоставки за истинска писателската дейност.
В своята проза Рансмайр съчетава исторически факти с фикция. За романите му са характерни описанието на изключителни преживявания, а също литературната обработка на исторически събития в тяхната връзка или противопоставяне с моменти от действителността. Това предизвиква голям интерес сред читателите и критиката. С преосмислянето на Метаморфози от Овидий в романа Последният свят Кристоф Рансмайр постига голям международен успех и това му донася множество литературни награди.

## Награди и отличия
- 1986: Literaturpreis des Kulturkreises im Bundesverband der Deutschen Industrie
- 1986–1988: Elias-Canetti-Stipendium
- 1988: „Награда Антон Вилдганс“
- 1992: „Голяма литературна награда на Баварската академия за изящни изкуства“
- 1995: „Награда Франц Кафка“
- 1995: „Награда Франц Набл“
- 1996: Prix Aristeion
- 1997: „Литературна награда на Золотурн“
- 1997: Premio Letterario Internazionale Mondello
- 1997: „Културна награда на провинция Горна Австрия“ (за литература)
- 1998: „Награда Фридрих Хьолдерлин на град Бад Хомбург“
- 2001: Nestroy-Theaterpreis
- 2004: „Награда Бертолт Брехт“ на град Аугсбург
- 2004: „Австрийска награда за художествена литература“
- 2007: „Награда Хайнрих Бьол“ на град Кьолн
- 2009: Goldenes Verdienstzeichen des Landes Wien
- 2009: Premio Grinzane-Cavour, Turin
- 2009: Premio Itas, Trento
- 2010: Premio Gambrinus „Giuseppe Mazzotti“, San Polo di Piave
- 2013: Donauland Sachbuchpreis
- 2013: „Награда Ернст Толер“
- 2013: „Награда Братя Грим“ на град Ханау
- 2014: „Награда Фонтане“ на град Нойрупин (für Atlas eines ängstlichen Mannes)
- 2015: Prix Jean Monnet de Littérature Européenne (für Atlas eines ängstlichen Mannes)
- 2015: Prix du Meilleur livre étranger (für Atlas eines ängstlichen Mannes)
- 2017: „Награда Марилуизе Флайсер“ на град Инголщат
- 2018: „Награда „Вюрт“ за европейска литература“
- 2018: „Награда Клайст“
- 2018: „Литературна награда на Виена“
- 2018: „Награда Николас Борн“
- 2018: „Баварска награда за книга“ (почетна награда)